# 瑪諾歐斯
《瑪諾歐斯》（英語：Manoos），又称，是1939年由V·森達拉姆导演製片的印度马拉地语社会情节電影。 这部电影后来用印度语重拍，名为《Aadmi》。 影片以一个叫做“警察”的小故事为基础。 故事由A. Bhaskarrao创作，Anant Kanekar编剧。  电影摄影师是V. Avadhoot，作词是Kanekar和 Master Krishna Rao。  演员包括Shahu Modak，Shanta Hublikar，Sundara Bai，Ram Marathe，Narmada，Ganpatrao，Raja Paranjpe。
被称为“改良主义社会情节剧”的Manoos讲述一名诚实的警察对妓女的爱，以及他尝试使其从良，但受到社会的拒绝。